# Триподы
«Триподы» (англ. The Tripods, иногда переводится как «Треножники») — серия фантастических произведений английского писателя Джона Кристофера. Состоит из следующих повестей:
- Когда пришли триподы (When the Tripods Came) — 1988 г.
- Белые горы (The White Mountains) — 1967 г.
- Город золота и свинца (The City of Gold and Lead) — 1968 г.
- Огненный бассейн (The Pool of Fire) — 1968 г.

Первая часть тетралогии написана значительно позже остальных частей и является приквелом к оригинальной трилогии.

## Сюжет
Сюжет тетралогии описывает постапокалипсис и продолжает традиции Герберта Уэллса и его «Войны миров»

### Часть 1. Когда пришли триподы
Повествование ведётся от лица подростка Лаури, проживающего в Великобритании. Он становится свидетелем, как высадившиеся на Землю завоеватели-инопланетяне в боевых машинах-триподах (треножниках) были уничтожены вооружёнными силами британцев.
Не успокоившись на этом, инопланетяне предприняли новую попытку завоевания. На этот раз они использовали психологическое воздействие на людей через мультфильмы («Триппи-шоу») с повторяющимся призывом «да здравствует трипод!». Всё больше людей, особенно детей, которым с помощью специальных видеоизображений и звукового ряда триподы «промыли мозги», становятся фанатами триподов, начинают выполнять их команды и организовываться в группы. Началось второе вторжение триподов, у которых среди зомбированных людей появилась серьёзная поддержка. Число сторонников триподов растёт ужасающими темпами, они занимают населённые пункты. Людям начали надевать специальные шлемы, контролирующие их разум. Вооружённые силы тоже разделилась на сторонников и противников триподов.
Уехав в Швейцарию с семьей, Лаури становится свидетелем, как человечество без большой крови входит в подчинение инопланетянам. Отец Лаури начал набирать сопротивлявшимся триподам — обычных подростков, заложив фундамент для будущего освобождения Земли.

### Часть 2. Белые горы
Прошли десятилетия. Земля подчинена инопланетным захватчикам. Цивилизация рухнула, люди живут в деревнях. Люди носят шапки — серебряную сетку, вживлённую в череп и контролирующую их разум. Надевание шапки происходит в подростковом возрасте, когда кости черепа уже сформированы, и обставляется как ритуал взросления. Часть людей становится вагрантами-сумасшедшими, когда их разум входит в конфликт с приказами шапки.
Подросток Уилл Паркер не хочет надевать шапку — он видит, каким стал его друг после этой церемонии. Встретив бродячего вагранта, который вовсе не сумасшедший, а агитирует подростков сопротивляться триподам, он принимает решение бежать в Швейцарию, где находится база повстанцев. С ним бежит его сверстник Генри, к ним в Европе присоединяется подросток Бинпол. По дороге они видят брошенный город, видят жизнь покорённой Европы, уничтожают треножник при помощи найденной гранаты.

### Часть 3. Город золота и свинца
Прибыв на базу, Уилл, Генри и Бинпол готовятся к борьбе с триподами. Пришельцы контролируют планету из трёх крупных городов, накрытых золотыми куполами. Единственный способ попасть внутрь купола для разведки — это выиграть спортивные соревнования. Победителей соревнований триподы забирают к себе.
На соревнованиях Уилл победил в боксе, а его друг Фриц — в беге. Они попали внутрь города триподов, в котором обитали похожие на осьминогов инопланетяне при высокой температуре, повышенной силе тяжести и ядовитой для людей атмосфере. Победители соревнований служат им рабами. Даже физически сильные подростки в невыносимых условиях города инопланетян живут недолго.
Получив себе Хозяев, которым они должны служить, узнав изнутри быт инопланетян, их сильные и слабые стороны, Уилл и Фриц выясняют, что через несколько лет на Землю прибудут машины, которые переработают атмосферу Земли в подходящую для инопланетян. Всё земное при этом погибнет. Раскрытый своим хозяином, Уилл убивает его и бежит из города предупредить своих друзей о грозящей катастрофе.

### Часть 4. Огненный бассейн
Сообщив совету повстанцев об опасности, Уилл и его друзья кружат по Европе, агитируя подростков не надевать шапку. Свободные люди стремительно развивают, вернее, заново вспоминают забытые технологии. Люди, захватив в плен живого хозяина, исследуют его и случайно выясняют, что слабым местом инопланетян является этиловый спирт. Спирт, который органами чувств инопланетянам не распознаётся, временно парализует их. Так рождается план диверсии для уничтожения городов.
Уилл с большой группой подростков-диверсантов тайно проникают в город хозяев под видом рабов. Приготовив на месте большое количество спирта, они выливают его в систему водоснабжения, парализуют хозяев, выключают реактор города и добиваются разгерметизации города, убивая этим всех хозяев в городе и освобождая от власти триподов целый континент.
Аналогично был уничтожен и второй город — на востоке. Атака на город на западе потерпела неудачу, и людям пришлось напасть на него извне на воздушных шарах. При атаке погиб Генри, но купол города разбит, и хозяева гибнут. Без хозяев шапки, контролирующие людей, не действуют.
Прибывает космический флот инопланетян. Не видя возможности победить землян, они уходят обратно. Земля свободна, но мира на ней нет, люди по-прежнему разобщены и враждебны друг другу.

## Публикации
- Джон Кристофер. Огненный бассейн. — М.: Молодая гвардия, 1991. — 288 с. — (Румбы фантастики). — 200 000 экз. — ISBN 5-235-01907-3.
- Джон Кристофер. Белые горы. — М.: Новатор, 1996. — 368 с. — (Библиотека зарубежной фантастики (Fantasy & S. Fiction)). — 5000 экз. — ISBN 5-85862-019-1, 5-85862-025-4.
- Джон Кристофер. Огненный бассейн. — М.: ООО «Издательство АСТ», 2002. — 637 с. — (Классика мировой фантастики). — 7000 экз. — ISBN 5-17-015306-6.